# Мюннекебюрен
Мюннекебюрен (нід. Munnekeburen) — село в нідерландській провінції Фрисландія. Входить до муніципалітету Вестстеллінгверф.
Його площа становить 7,88км², а населення станом на 2021 рік складало 455 осіб.
Перша згадка про населений пункт датується 1243 роком.